# كرد احمد العليا (غويجة بل)
کرد احمد العلیا (بالفارسية: کرداحمد علیا) هي قرية تقع في إيران في قسم غويجة بل الریفي. يقدر عدد سكانها بـ 54 نسمة .